# Jean-Édouard Lamy

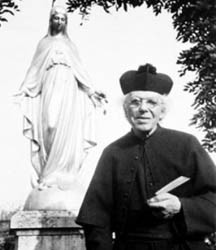
Jean-Édouard Lamy in den 1920er Jahren

Jean-Édouard Lamy (* 23. Juni 1853 in Le Pailly; † 1. Dezember 1931 in Jouy-en-Josas) war ein französischer römisch-katholischer Priester, Mystiker und Ordensgründer. Die Eröffnung seines Seligsprechungsprozesses wird angestrebt.

## Leben und Werk

### Kindheit und Jugend
Édouard Lamy wuchs unter Napoleon III. 13 km südöstlich Langres in ländlichem Umfeld auf. Sein Vater war Maurer. Seine Mutter entstammte einer Winzerfamilie. Er ging bis zum Alter von 13 Jahren in die Schule, dann wurde er im elterlichen Landwirtschaftsbetrieb gebraucht. 1869 brannte das elterliche Haus ab. Dieses Ereignis hinderte ihn ein weiteres Mal, seine von frühester Kindheit an gewachsene Berufung zum Priestertum zu verwirklichen. Er lebte jedoch eine intensive Frömmigkeit und ging regelmäßig 45 km zu Fuß nach Gray zum Wallfahrtsort Notre-Dame, wo er nach eigener Aussage 1874 ein erstes mystisches Erlebnis hatte.

### Oblate, Jugendseelsorger, Priester in Troyes
Nach seinem Militärdienst von 1875 bis 1878 in Charleville-Mézières, während dem er zum Unteroffizier aufstieg, der von Auguste Baron (1823–1882) gegründeten Legion des hl. Moritz beitrat und weitere mystische Erlebnisse hatte, die in der gefühlten Nähe der Jungfrau Maria bestanden, trat er 1879 in Troyes in den Orden der Oblaten des hl. Franz von Sales ein, dem der neue Pfarrer von Le Pailly angehört hatte. Da dem frisch gegründeten Orden noch die Strukturen fehlten, dauerte sein Postulat 3 Jahre und mündete 1883 in ein Noviziat, das diesen Namen nicht verdiente. Tatsächlich wurde er in Troyes im katholischen Jugendwerk (Oeuvre de la Jeunesse) eingesetzt, das er ab 1879 leitete. Die Jugendarbeit (französisch: patronage) erfolgte nach dem Vorbild der Erzieher Jean-Joseph Allemand (1772–1836) und Joseph-Marie Timon-David. Er hatte mit Kindern und Jugendlichen zu tun, die in der Fabrik arbeiteten. Seine Betreuung war Sozialarbeit. 1884 erschien ihm der hl. Josef und bestärkte ihn in seiner Berufung zum Priester. Er studierte Theologie im Selbststudium und wurde am 12. Dezember 1886 in Chevilly-Larue von dem Spiritaner François-Marie Duboin (1827–1893) zum Priester geweiht.

### Kaplan und Pfarrer in Saint-Ouen und La Courneuve
1892 schickte ihn sein Orden zur Jugendarbeit nach Saint-Ouen-sur-Seine. Dort hatte er vorwiegend mit den Kindern der Schrott- und Lumpensammler zu tun. Ab 1896 wirkte er an der Seite von Pfarrer Jules Machiavelli. Von 1900 bis 1923 war er Pfarrer (ohne Kaplan an seiner Seite) der Arbeitervorstadt La Courneuve, wo er seine Jugendarbeit fortsetzte.

### Mystische Erlebnisse
Am 9. September 1909 hatte er bei einem seiner jährlichen Besuche in Gray sein wichtigstes mystisches Erlebnis. Während er die Messe feierte, erschien ihm die Jungfrau Maria in Begleitung des Teufels. Das Besondere dieser Erscheinungen sind die Streitgespräche zwischen Gottesmutter und Teufel, in denen Maria dem Teufel unter anderem den damals aufkommenden und von Papst Pius X. bekämpften Modernismus zur Last legt. Ein Jahr später erschien ihm an derselben Stelle Christus mit dem Teufel und bezeichnete Lamy als Protégé seiner Mutter. Am 18. Mai 1912 erschien ihm in La Courneuve Maria in Begleitung von Heiligen und seiner (verstorbenen) Eltern. Am 20. April 1914 erschienen ihm seine Eltern beim Besuch ihres Grabes und nahmen Bezug auf die Aktualität. In dieser Zeit kaufte Lamy ein Anwesen bei Violot (unweit Le Pailly), das er später zur Wallfahrtskapelle Notre-Dame-des-Bois ausbaute. Am 19. Juni 1917 sah er in der Nähe dieses Ortes einen Stern und am Himmel die Worte „Kommt! Betet! Mut!“ (Venez! Priez! Courage!). Nach seinem Tod sprach 1933 der Generalvikar Moissonnier des Bistums Langres Lamys Zeugnissen die Glaubwürdigkeit ab und sprach stattdessen von einer „gegenständlichen Projektion in Form von konkreten Visionen der Ideen und Gefühle des guten Monsieur Lamy“.

### Freundschaft zu Jacques Maritain und dessen Kreis
1921 traf Lamy mit Jacques Maritain und seiner Frau Raïssa und im Gefolge mit deren Freunden Charles Henrion (1887–1969) und Jean-Pierre Altermann (1892–1959) zusammen, auf die er den Eindruck eines Heiligen machte, so dass er sie bewegen konnte, 1922 der ersten in Notre-Dame-des-Bois gefeierten Messe beizuwohnen. Am 2. Oktober 1922 sprach Lamy mit besonderer Ausstrahlung bei einer Exerzitien-Veranstaltung im Hause Maritain in Anwesenheit von Yves Congar, Charles Journet, Henri Ghéon und Réginald Garrigou-Lagrange. Später kam er noch in Kontakt mit Erik Satie, Jean Cocteau, Pierre Reverdy, Maurice Sachs und Jean Bourgoint (1905–1966), der Zisterzienser wurde.

### Freundschaft zu Biver und Ghika
Am 8. April 1923 wurde seine Bitte um Versetzung in den Ruhestand genehmigt und er zog sich in Paris in ein Altersheim für Priester zurück. Dort suchte ihn im Dezember 1923 zum ersten Mal der Kunsthistoriker Paul Biver (1886–1952) auf, der für den Rest seines Lebens zu seiner wichtigsten Bezugsperson werden sollte, vor allem als Helfer bei der Gründung einer Kongregation, wozu Lamy sich der Jungfrau Maria gegenüber verpflichtet fühlte. 1924 begegnete er Vladimir Ghika, der sich ebenfalls mit Gründungsabsichten trug, und glaubte, in Ghika einen Mitstreiter zu finden, doch wird es dazu nicht kommen. Denn statt erfolgreicher Gründung erlebte Lamy eine Serie von Fehlschlägen.

### Das Fiasko von Chambourg und Tod
Das ehemalige Priorat Grossesauve in Les Loges erwies sich als nicht käuflich. Auch das vor allem von Ghika favorisierte Projekt im ehemaligen Zisterzienserkloster Auberive scheiterte. Anfang 1930 kaufte Biver ein Anwesen in Chambourg-sur-Indre, nachdem der Erzbischof von Tours, Albert Nègre (1853–1931), die von Lamy fertiggestellte Ordensregel für die Kongregation mit Namen Serviteurs de Jésus et de Marie (Diener Jesu und Mariens), nicht zu verwechseln mit den 1988 in Deutschland gegründeten Dienern Jesu und Mariens, genehmigt hatte. Am 21. Juli 1930 begann diözesanrechtlich das Ordensleben, doch gestaltete sich das Zusammenleben zum Fiasko. Es kam so weit, dass der Erzbischof das Gründungsdekret zerriss und Lamy am 6. Januar 1931 den Ort verließ. Am 7. Februar konnte er, wieder in Paris, zwei Postulanten einkleiden, so dass für Lamy, als er am 1. Dezember 1931 im Alter von 78 Jahren starb, ein Hoffnungsschimmer blieb.

### Postume Entwicklung der Diener Jesu und Mariens
Ende 1939 befand sich eine kleine Gemeinschaft bei Biver in Jouy-en-Josas, zu der im August 1940 André Stoecklin (1924–1992) stieß, Generaloberer von 1959 bis 1988. 1941 kaufte Biver das Kloster Ourscamp und es zogen 12 Postulanten unter der geistlichen Leitung eines Zisterziensers der Zisterzienserabtei Pont-Colbert ein. Das einjährige Noviziat von André Stoecklin im Zisterzienserkloster Hauterive zeigte die Unvereinbarkeit der Kongregationsregel mit der Regel der Zisterzienser. Stoecklin kehrte 1947 nach Ourscamp zurück. 1948 kam es mit Erlaubnis von Bischof Félix Roeder von Beauvais zur neuerlichen Gründung der Diener Jesu und Mariens als Gemeinschaft diözesanen Rechts. 1953 wurde das Priorat Chassigny gegründet. Nach einer schwierigen Zeit gab es ab 1971 wieder Berufungen, so dass ein Noviziat eingerichtet werden konnte. 1982 wurde die Kongregation staatlich anerkannt. 1991 ging Stoecklin als Prior und Novizenmeister in die Neugründung Ottmarsheim, die 2022 nach Mülhausen wechselte. Weitere Mitglieder der heute 28 Köpfe umfassenden Kongregation wirken in Argentinien.

## Veröffentlichungen (postum)
- Abécédaire spirituel. Hrsg. Thierry de Roucy. Éditions du Serviteur, Chiry-Ourscamp 1990.
- Écrits spirituels et pédagogiques. Hrsg. Pater Marie-Joseph (SJM). Éditions du Serviteur, Chiry-Ourscamp 1994.